# 利皮夫卡 (戈羅多克區)
49°21′50″N 26°17′41″E / 49.36389°N 26.29472°E
利皮夫卡（烏克蘭語：Липівка）是位於烏克蘭西部的村莊，由赫梅利尼茨基州裡赫梅利尼茨基區的薩塔尼夫市鎮負責管轄。該村面積0.1平方公里，海拔高度315米，2001年人口286，人口密度每平方公里2,803.9人。